# キング・オブ・コースターFUJIYAMA
キング・オブ・コースターFUJIYAMA（キング・オブ・コースター・フジヤマ、FUJIYAMA, The King of Roller Coasters）は、山梨県富士吉田市にある遊園地、富士急ハイランドに存在する大型ローラーコースター。1996年7月17日開業。キャッチフレーズは「失神話誕生。（開業当初のポスターより）」、「天国に一番近いコースター（1999年に放映されたCMより）」など。

## 概要
1966年導入の「ジャイアントコースター」の後継として導入され、名称は日本一高い山「富士山」から名付けられた。開業当初、高さ、巻き上げ高さ、落差、最高速度の4項目で世界一を誇り、1997年度のギネスブックに掲載された事から「キング・オブ・コースター（KING OF COASTERS）」と称されている。開発にあたっては記録や恐怖感のみを追求せずコースターの面白さや醍醐味が長期に渡り愛されることを考慮して研究され、キャメルバック型を基本とし車体が地面とほぼ垂直になるブーメランターンやサーフィンの感覚を彷彿とさせる蛇行や林立する柱をすり抜けるスリルといった新鮮で多彩な感覚を提供する変化に富んだコース設計を施した。
ド・ドドンパ、ええじゃないか、高飛車と共に、富士急ハイランドを代表する「4大コースター」となっており、開業から25年以上経った現在でも同園人気ナンバーワンのアトラクションとして君臨している。到着時には係員が拍手で迎えてくれる。
コース途中には2021年末までライドフォトカメラが設置されており、乗車後に「フジヤマ写真館」で販売を行い写真の他データ及び写真とデータのセットも販売し、一時期はシールや写真入りマグカップも販売していた。2021年12月31日を以てFUJIYAMAを含む4大コースターで終了。
2015年8月16日に、搭乗者2000万人を突破した。
2017年7月29日、「トンデミーナ」横の特設テントにこのアトラクションをVR映像で体験できる「ほぼFUJIYAMA」がオープンした（現在は終了）。

## コース概要
巻き上げ
駅舎から180°左に曲がってから巻き上げ。巻き上げにかかる所要時間は約１分半である。
ファーストドロップ
79mの高さからすこし右に曲がり、70mの落差を一気に落下する。傾斜角度は65度、最下点では最高時速130kmに達する。車両全長が比較的長いため、後ろの席ではスピードが出ながら曲がるという体感を味わえ、かつ速度が出た状態でドロップするため、投げ出されるような体験を強く味わうことが可能。
0ﾟカントカーブ
ファーストドロップ後の上り坂を駆け上がった後、モーターの補助を受けながらセカンドドロップに向かって左に180度水平にターンする休憩ポイント。FUJIYAMA駅舎及び富士急ハイランド駅舎から最も離れた所で、晴れた日は富士山や青木ヶ原樹海がよく見える絶景ポイント。FUJIYAMAタワー建設後は、タワーにいる人と手を振るなどのコミュニケーションをとることができる。
ブーメランターン
0°カントカーブを下り、さらにもう一回上って下るという動きをした後、速度がついた状態で上昇した後右に傾き、180度Uターンしながら落下する。突入時にはFUJIYAMA最大の加重力（3.5G）がかかる。ライドフォトのカメラは落下時の右側にある。
第2ブーメランターン
一回目のブーメランターンを下った後は2回小さな上り坂を上るので減速する。その後、最初のブーメランターンとは逆に落下しながら180度Uターンして上昇する。
高速ターン
車両が90度右に傾き、地面すれすれを猛スピードで180度Uターンする。
サーフィンコース
アップダウンと左右のターンを組み合わせたレイアウト。FUJIYAMAで最も激しい部分。

## 車両
開業した当時、大型コースターでは高い背もたれと肩まで覆うショルダーハーネスが備えられた車両が主流の中、低い背もたれにシートベルト、腰のみを固定するバーと、ハイスペックなコースターとしては比較的軽装備な車両が採用された。車両のデザインは大気圏を突入する隕石をイメージしたもの。また、先代のジャイアントコースターを模ってか車両が長めに作られている。
開業当初は赤、青、黒の3編成で、それぞれオレンジ色の炎が描かれたデザインだった。2002年8月には1億5000万円を掛けて金箔3kgを車両全体に貼り付けた「フジヤマ金太郎」、2003年10月には1億円を掛けて鏡面状に磨き上げた銀箔1kgを貼り付けた「フジヤマ銀次」、2006年4月には開業10周年を記念し、共に結成10周年を迎えた氣志團とのコラボによる1年限定車両「フジヤマ氣志團號」が導入された。なお、氣志團號は先頭の10周年マークや氣志團メンバーのイラストが消され、しばらく運行していた。2009年7月には二代目金太郎・銀次が導入された。なお、初代金太郎の先頭車両のみ、ド・ドドンパの加速トンネル付近にフォトスポットのオブジェ「AIR FUJIYAMA」として置かれている。2013年4月13日には、全面鏡面加工を施した「フジヤマ鏡子（きょうこ）」が導入された。2016年7月16日には、開業20周年を記念し約1億6000万円を掛けて先頭車両に鳳凰が掘られた「三代目金太郎　鳳凰号」が導入された。2017年4月22日には真珠のような輝きを放ち、初代車両を踏襲した炎が描かれた「フジヤマパールちゃん」が導入された。
夏期と冬期では、異なる車輪を使っている。特に冬場は、プラットホームにあるヒーターによって車輪を暖めることで、抵抗を抑えるようにしている。

## FUJIYAMAタワー
2021年2月より、FUJIYAMAの0°カントカーブ（第2高点55m）部分に点検塔を兼ねた展望タワー「FUJIYAMAタワー」を建設開始。展望台と2つのアクティビティを設置し、2021年7月21日にスカイデッキとウォーク、2022年7月22日にスライダーが開業。
FUJIYAMAスカイデッキ
地上55m部分にある展望台。FUJIYAMAに乗車しなくても絶景が楽しめるように設置された。「FUJIYAMA」の文字のオブジェがあり、フォトスポットとなっている。フリーパス利用可。
FUJIYAMAウォーク
安全ハーネスを装着し、スカイデッキ下の地上51mに設置された吹きさらしの足場を歩く。途中から手摺りが無くなる他、足場も隙間があったり傾斜がつけられたりする。終盤にはカメラがあり、体験中の写真撮影が行われる。
身長140cm以上200cm未満、65歳未満で利用可。フリーパスの所有で通常料金の半額で利用できる。
FUJIYAMAスライダー
スカイデッキから専用のマットを使って一気に地上まで滑り降りるチューブ型滑り台。通称「キング・オブ・すべり台」。チューブ型滑り台としては国内では福岡のE・ZO FUKUOKAにある「すべZO」、大阪の通天閣にある「TOWER SLIDER」に次ぐ3番目の導入だが、高さ55m・全長120mは最大の規模である。
身長130cm以上、65歳未満で利用可。フリーパスの所有で通常料金の半額で利用できる。

## ほぼFUJIYAMA
ほぼFUJIYAMAは、FUJIYAMAをバーチャルリアリティで再現したアトラクションである。「トンデミーナ」横の特設テントで「ほぼドドンパ」とともに営業していたが、現在は営業を終了している。
2017年7月29日に開業したこのアトラクションは、積年の課題である“絶叫マシンの食わず嫌い”をなくし、より多くの人に絶叫する楽しさを知ってもらいたいという思いから導入された。旧ドドンパの車両に乗り込み、ヘッドマウントディスプレイ（ゴーグル型の映像投影機）とヘッドホンを装着すれば、上下左右360度広がる世界の中で、本番さながらの臨場感溢れる乗車体験を楽しむことができるというもの。天候に関係なく楽しむことができるため、雨で絶叫マシンが動いていない状況でも、これに乗れば思いきり絶叫することができる。7歳から乗車可能だが、13歳未満は「Galaxy Gear VR」ではなく「ハコスコ」を使用している。

## その他
- 1983年にオープンした「ムーンサルトスクランブル」から13年振りとなる大型コースター。かつてコース全長が世界一としてギネスに認定された「ジャイアントコースター」と差し替えでオープンした。そのため、ジャイアントコースターの跡地（現在トーマスランドと戦慄迷宮のある場所）とは別の場所に建設された。
- オープンするにあたり、設計上は人間が耐えられるとされていたが、確認するために自衛隊の隊員（パイロット）に試乗を依頼したとの事。
- FUJIYAMAという名称は、一般公募によって決定された。
- FUJIYAMAの開業を期に大型コースターがおおよそ5年置きに建設されており、、2001年にはドドンパ、2006年にはええじゃないか、2011年には高飛車、2023年にはZOKKONが建設されている
- 開業翌年の1997年より「FUJIYAMA II」として、土日祝日限定で夜間のライトアップ営業が行われた。コースターのライトアップ営業が行われたのは日本で初めての事である。2022年現在も夜間のライトアップは行われているが照明のパターンが変わり、「FUJIYAMA II」という名称も無くなっている。
- 駅舎に「Chicken Way」という逃げ道（螺旋階段）があり、乗車直前に逃げることが出来たが、現在はスタッフ専用の通路となっている。リタイアする場合はそのまま出口へ案内される。
- 巻き上げ中は20mから、10mごとに高さを示す看板が立てられている。頂上を示す79mの看板には、かつてギネスに認定された事が記されている。
- 過去に行われた「冬の絶叫祭り」では、絶叫の声量によってご褒美（FUJIYAMAにもう1周）やお仕置き（炭酸ガス噴射）をされたり、コース途中に設置されたファイヤートーチから炎が噴き上がるといったイベントが行われた。
- 巻き上げに使用しているチェーンの長さは、国内のコースターの中では日本一長い。巻き上げ式で日本一のコースターのナガシマスパーランドのスチールドラゴン2000は巻き上げに2本のチェーンを使用しており、途中でチェーンが切り替わる為、純粋な1本のチェーン自体の長さはFUJIYAMAの方が長い。
- 2007年4月28日、走行中に強い向かい風を受け、走行していたライドがファーストドロップ後減速し、セカンドドロップの山をのぼりきれず逆走、一番低い地点で停止するというトラブルが起きている。その後、0°カントカーブはじめの部分にあるモーターが増やされた。
- 開業当初の利用制限は身長120cm以上かつ年齢55歳未満だったが、年齢制限が2006年には60歳未満、2011年には63歳未満、2017年7月には65歳未満に引き上げられており、2018年7月には身長制限が110cm以上に引き下げられた。
- はじめしゃちょーがよくFUJIYAMAにちなんだドッキリを行っている。ドッキリは開園前や休園日などに行っている。なおFUJIYAMAに限らず、富士急ハイランド関係の企画を多数行っている。FUJIYAMAタワー開業初日には、オープニングイベントのゲストとして呼ばれている。
- 以前は発車時に係員のハイタッチを行っていたが[11]、コロナ対策を機に現在行われていない[12]。